# محمصة خبز
مِحْمَصة الخبز أو الحَمَّاصة أو المِحمصة أو المِحماصة (نقحرة: التوستر) (بالإنجليزية: Toaster)‏ هو جهاز كهربائي صغير للمطبخ مُصمم خصيصا لتحميص شرائح الخبز. النموذج الحديث من هذا الجهاز يُمكن من تحمير شريح الخبز من الجهتين في آن واحد، كما يُتيح الاختيار ما بين 600 و1200 واط ويُمكنك الاختيار من 1 إلى 3 دقائق. مُحمص الخبز هو جهاز ضروري لتحضير الشطيرة.